# Partit Comunista dels Estats Units d'Amèrica
El Partit Comunista dels Estats Units d'Amèrica (en anglès: Communist Party of the United States of America) és un partit polític nord-americà d'ideologia marxista-leninista creat el 1919 després de la Revolució russa d'octubre del 1917 i que es va adherir a la Internacional Comunista (Komintern). Un dels seus membres fundadors més coneguts fou l'activista John Reed.
Les joventuts del partit s'anomenen; Lliga Juvenil Comunista, (en anglès: Young Communist League). Ha sigut tradicionalment un partit testimonial, amb poca presència electoral. Tanmateix, ha tingut militants molt actius i compromesos. En grans parts de la seua història ha viscut en la clandestinitat, essent il·legalitzat per les autoritats.